# Gornje Luge
Gornje Luge este un sat din comuna Andrijevica, Muntenegru. Conform datelor de la recensământul din 2003, localitatea are 150 de locuitori (la recensământul din 1991 erau 171 de locuitori).

## Demografie
În satul Gornje Luge locuiesc 121 de persoane adulte, iar vârsta medie a populației este de 41,5 de ani (38,2 la bărbați și 45,9 la femei). În localitate sunt 48 de gospodării, iar numărul mediu de membri în gospodărie este de 3,13.
Această localitate este populată majoritar de sârbi (conform recensământului din 2003).
|  |

| Demografie | Demografie | Demografie |
| An         | Locuitori  | Locuitori  |
| ---------- | ---------- | ---------- |
|            |            |            |
|            |            |            |
|            |            |            |
|            |            |            |
| 1948       | 239        |            |
| 1953       | 261        |            |
| 1961       | 239        |            |
| 1971       | 199        |            |
| 1981       | 163        |            |
| 1991       | 171        | 170        |
| 2003       | 165        | 150        |

| \| Componența etnică conform recensământului din 2003[2] \| Componența etnică conform recensământului din 2003[2] \| Componența etnică conform recensământului din 2003[2] \| Componența etnică conform recensământului din 2003[2] \| Componența etnică conform recensământului din 2003[2] \| \| ----------------------------------------------------- \| ----------------------------------------------------- \| ----------------------------------------------------- \| ----------------------------------------------------- \| ----------------------------------------------------- \| \| \| \| \| \| \| \| Sârbi \| Sârbi \| \| 102 \| 68% \| \| Muntenegreni \| Muntenegreni \| \| 39 \| 26% \| \| Iugoslavi \| Iugoslavi \| \| 1 \| 0,66% \| \| necunoscută \| necunoscută \| \| 1 \| 0,66% \| |              |  |     |       |
| Componența etnică conform recensământului din 2003 |              |  |     |       |
| |              |  |     |       |
| Sârbi | Sârbi        |  | 102 | 68%   |
| Muntenegreni | Muntenegreni |  | 39  | 26%   |
| Iugoslavi | Iugoslavi    |  | 1   | 0,66% |
| necunoscută | necunoscută  |  | 1   | 0,66% |